# 波特力豎角兜蟲
波特力豎角兜蟲（學名：Golofa porteri），又名鋸齒豎角兜蟲、波特利豎角甲蟲，是金龜科豎角兜蟲屬的一種。

## 外觀
是豎角兜蟲屬裡最大的物種，雄蟲體長55~102mm，雌蟲體長52~55mm。頭角上布滿鋸齒，所以又稱鋸齒豎角兜蟲。頭角和胸角向上，角上有細毛。

## 分布
本種僅分布於委內瑞拉。

## 習性
棲息在海拔2000公尺左右的山上森林裡，成蟲習慣在竹科植物上活動。